# Eşmekaya, Eskil
Eşmekaya là một thị trấn thuộc huyện Eskil, tỉnh Aksaray, Thổ Nhĩ Kỳ. Dân số thời điểm năm 2010 là 2.655 người.